# Костромська губернія
Костромська губернія — адміністративно-територіальна одиниця Російської імперії та РРФСР, що існувала у 1796–1929 роках. Губернське місто — Кострома.

## Географія
Губернія була розташована в центрі європейської частини Російської імперії. Межувала на заході з Ярославською, на півдні — з Владимирською та Нижньогородською, на сході межувала з В'ятською, на півночі та північному заході — з Вологодською губерніями.
Площа губернії становила 83 996,4 км² — у 1897 році, 33 647 км² — 1926 року.

## Історія

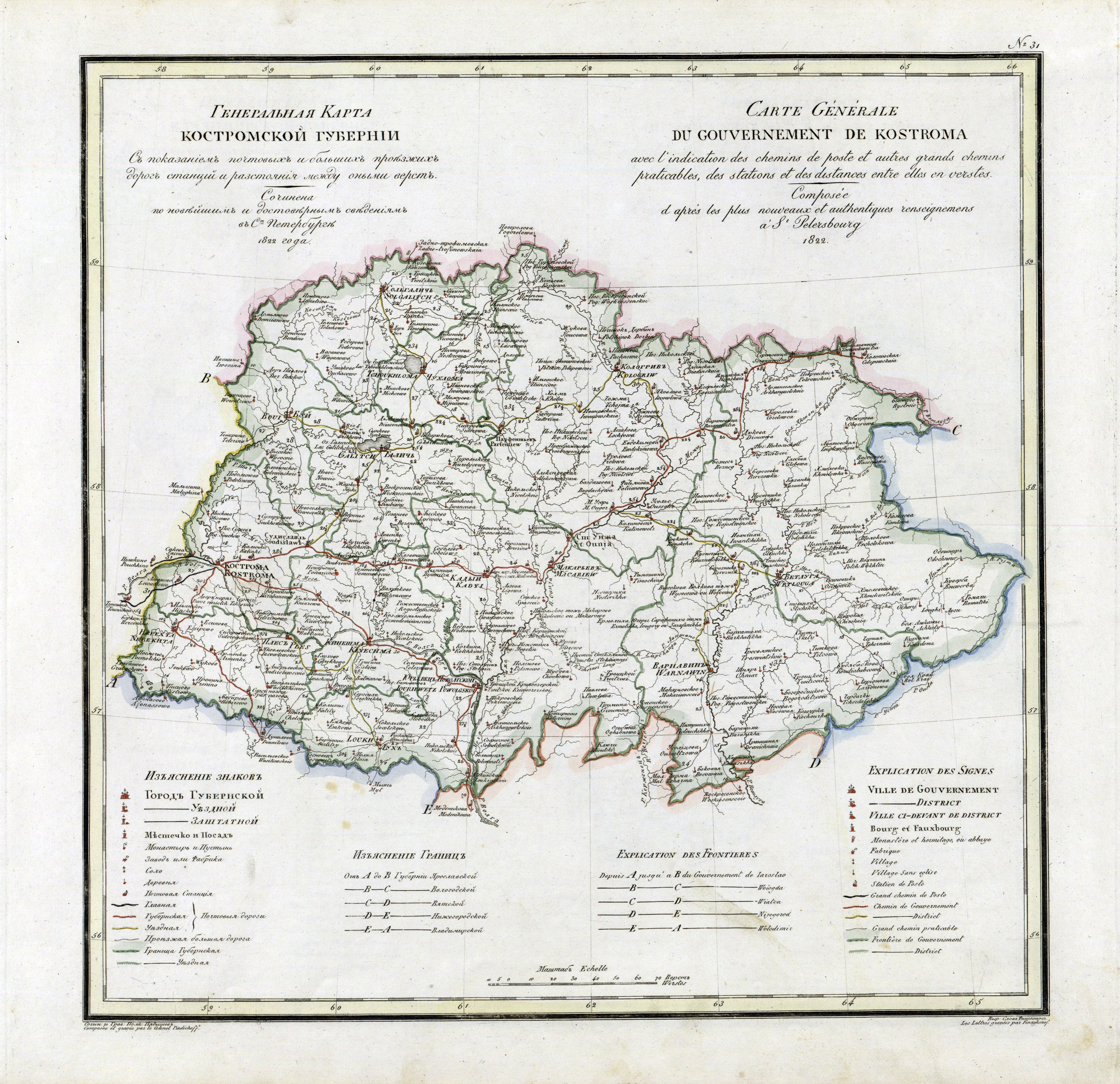
Костромська губернія у 1821 році

- 29 травня 1719 року створено Костромську провінцію в Московській губернії та Галицьку провінцію в Архангелогородській губернії.
- 6 березня 1778 року з цих двох провінцій було створено Костромське намісництво, яке поділялось на дві області: Костромську з центром в Костромі й Унженську з центром в Унжі. У складі намісництва було 15 повітів: Буйський, Варнавинський, Ветлузький, Галицький, Кадийський, Кінешемський, Кологривський, Костромський, Луховський, Макаріївський, Нерехтський, Плесовський, Солігалицький, Чухломський та Юрьївецький.
- 12 грудня 1796 року Костромське намісництво було перетворено на Костромську губернію, міста Буй, Кадий, Лух і Пльос залишені за штатом.
- 1802 року відновлено Буйський повіт.
- Після Жовтневої революції 1917 року Костромська губернія увійшла до складу утвореної 1918 року Російської Радянської Федеративної Соціалістичної Республіки (РРФСР).
- З 19 серпня по 15 вересня 1918 року на території Уренщіни, яка перебувала в східній частині губернії, піднявся заколот проти комуністів. Після деяких зіткнень заколот був придушений.
- 1922 року до складу Нижньогородської губернії було передано Варнавинський та Ветлузький повіти.
- Постановою ВЦВК від 8 жовтня 1928 року «Про районування Костромської губернії» було скасовано поділ губернії на повіти й волості та запроваджено поділ на 19 районів: Арменський, Буйський, Галицький, Заволзький, Ігодовський, Кологривський, Костромський, Красносельський, Кужбальський, Мантуровський, Межевський, Молвітинський, Нерехтський, Палкінський, Парфеньєвський, Солігалицький, Судайський, Судиславський, Чухломський.
- Постановою Президії ВЦВК від 14 січня 1929 року територія Костромської губернії увійшла до складу Іваново-Вознесенської області, яку у березні 1929 року було перейменовано на Івановську промислову область. У квітні 1929 року рішенням XVIII губернського з'їзду Рад Костромська губернія була перетворена на Костромський округ Івановської промислової області.

## Адміністративний поділ
У період з 1802 до 1918 року до складу губернії входило 12 повітів:
| №  | Повіт         | Повітове місто         | Площа, верст² | Населення, чол. |
| -- | ------------- | ---------------------- | ------------- | --------------- |
| 1  | Буйський      | Буй (2240 чол.)        | 2771,1        | 70 327 (1888)   |
| 2  | Варнавинський | Варнавин (1232 чол.)   | 9430,0        | 108 046 (1889)  |
| 3  | Ветлузький    | Ветлуга (4350 чол.)    | 13 663,0      | 104 465 (1889)  |
| 4  | Галицький     | Галич (5000 чол.)      | 4228,6        | 108 258 (1888)  |
| 5  | Кінешемський  | Кінешма (4398 чел.)    | 4413,0        | 135 249 (1894)  |
| 6  | Кологривський | Кологрив (2364 чол.)   | 11 398,3      | 113 021 (1894)  |
| 7  | Костромський  | Кострома (33 012 чол.) | 4269,9        | 178 817 (1894)  |
| 8  | Макарьївський | Макарьїв (1944 чол.)   | 6680          | 110 624 (1894)  |
| 9  | Нерехтський   | Нерехта (3981 чол.)    | 3468,4        | 176 888 (1896)  |
| 10 | Солігалицький | Солігалич (3420 чол.)  | 3824,9        | 60 652 (1896)   |
| 11 | Чухломський   | Чухлома (2200 чол.)    | 3271,1        | 50 982 (1897)   |
| 12 | Юрьївецький   | Юрьївець (4778 чол.)   | 3006,8        | 128 837 (1894)  |

1918 року було утворено Ковернінський повіт, а Кінешемський, Юрьївецький та частина Нерехтського повіту відійшли до Іваново-Вознесенської губернії.
1922 року Макарьївський повіт увійшов до складу Іваново-Вознесенської губернії, а Варнавинський і Ветлузький — до Нижньогородської. Ковернінський повіт було скасовано.
Таким чином, 1926 року до складу губернії входило 7 повітів, а її площа скоротилась у 2,5 рази у порівнянні з 1918 роком.
| № | Повіт         | Повітове місто | Площа, км² | Населення (1926), чол. |
| - | ------------- | -------------- | ---------- | ---------------------- |
| 1 | Буйський      | Буй            | 3 409      | 95 801                 |
| 2 | Галицький     | Галич          | 5 226      | 142 051                |
| 3 | Кологривський | Кологрив       | 10 761     | 133 651                |
| 4 | Костромський  | Кострома       | 4 770      | 243 671                |
| 5 | Нерехтський   | Нерехта        | 1 612      | 79 346                 |
| 6 | Солігалицький | Солігалич      | 3 994      | 62 849                 |
| 7 | Чухломський   | Чухлома        | 3 875      | 54 250                 |

## Герб

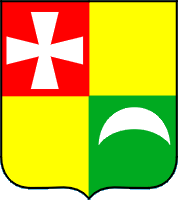
Герб Костроми та Костромської губернії з 1796 до 1878 року

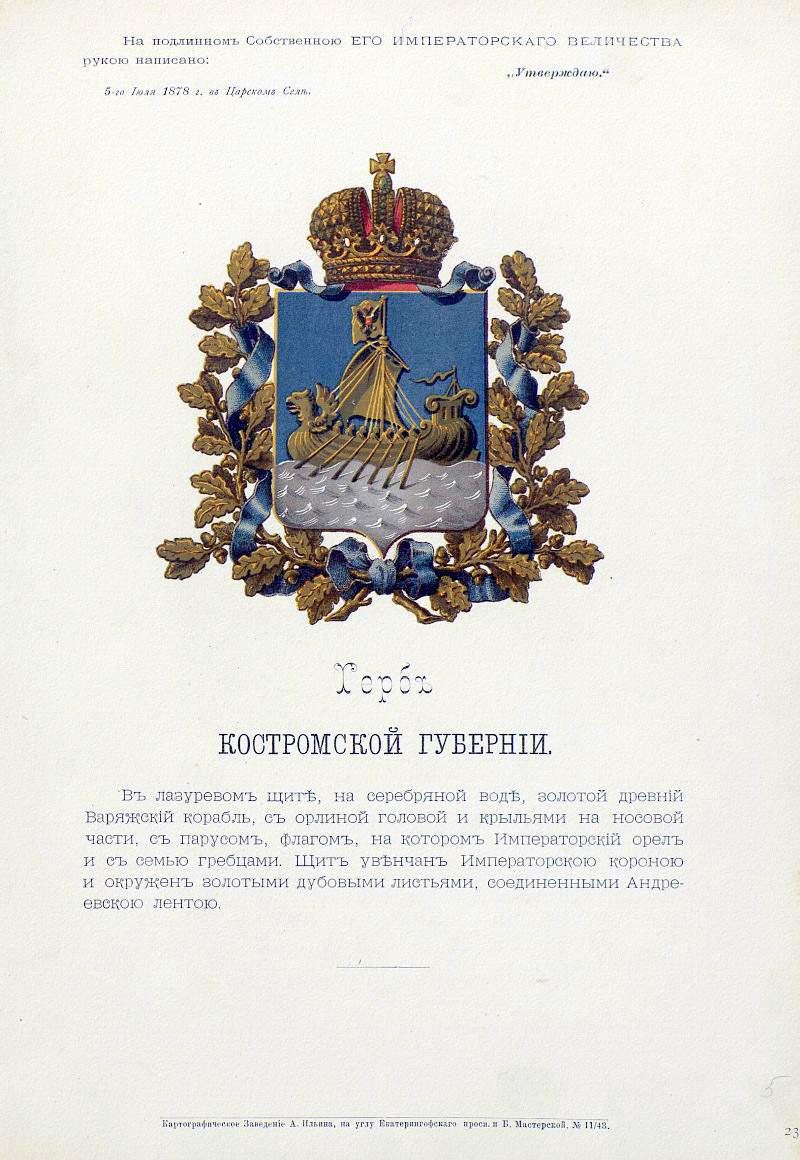
Герб губернії з офіційним описом, затверджений Олександром II (1878)

- 1-й Відновлено (підтверджено) 28 листопада 1834 року, скасовано 5 липня 1878 року

Опис гербу: 
|  | Щит, розділений на чотири частини: у першій, червленій частині срібний хрест, друга й третя частини золоті; у четвертій, зеленій частині срібний півмісяць рогами донизу |

- 2-й Затверджено 5 липня 1878 року

Опис герба: 
|  | В лазуревому щиті, на срібній воді, золотий стародавній Варязький корабель, з головою та крилами орла на носовій частині, з вітрилом, прапором, на якому Імператорський орел, та із сімома гребцями. Щит увінчаний Імператорською короною й оточений золотим дубовим листям, з’єднаним Андріївською стрічкою |

## Населення
| Рік  | Населення, чол. | В тому числі міське, чол. |
| ---- | --------------- | ------------------------- |
| 1847 | 1 003 033       |                           |
| 1897 | 1 429 228       | 94 365                    |
| 1905 | 1 567 600       |                           |
| 1926 | 811 619         | 116 742                   |

Національний склад губернії до завершення XIX століття відображав абсолютну перевагу російського населення (в цілому по губернії 99,6 %, у західних повітах — до 99,9 %; у Ветлузькому повіті 1,6 % становили марійці).

## Керівники губернії

### Генерал-губернатори
| Ім'я                            | Титул, чин, звання | Час перебування на посаді |
| ------------------------------- | ------------------ | ------------------------- |
| Олексій Ступішин                | генерал-поручик    | 1778—1783                 |
| Іван Салтиков                   | генерал-аншеф      | 1783—1788                 |
| Заборовський Іван Олександрович | генерал-поручик    | 1788—1796                 |

### Правителі намісництва
| Ім'я               | Титул, чин, звання | Час перебування на посаді |
| ------------------ | ------------------ | ------------------------- |
| Олександр Шишкін   | генерал-майор      | 1778—1781                 |
| Іван Чернишов      | генерал-майор      | 1782—1783                 |
| Олексій Голостєнов | генерал-майор      | 1785—1787                 |
| Іван Ламб          | генерал-поручик    | 1788—1796                 |

### Губернатори
| Ім'я                          | Титул, чин, звання                             | Час перебування на посаді |
| ----------------------------- | ---------------------------------------------- | ------------------------- |
| Борис Островський             | чинний статський радник                        | 06.01.1797—04.06.1798     |
| Микола Кочетов                | таємний радник                                 | 04.06.1798—1806           |
| Микола Пасинков               | чинний статський радник                        | 1807—1815                 |
| Карл Баумгартен               | таємний радник                                 | 1816—30.10.1827           |
| Яків Ганскау                  | чинний статський радник                        | 09.11.1827—27.04.1830     |
| Сергій Ланськой               | чинний статський радник                        | 27.04.1830—27.11.1832     |
| Михайло Жемчужников           | чинний статський радник                        | 27.11.1832—15.08.1833     |
| Олександр Приклонський        | чинний статський радник                        | 15.08.1833—25.12.1838     |
| Микола Жуков                  | таємний радник                                 | 25.12.1838—14.02.1846     |
| Костянтин Григорьєв           | статський радник                               | 14.02.1846—1847           |
| Олександр Суворов-Римнікський | граф, князь Італійський, генерал-майор         | 30.10.1847—1847           |
| Іларіон Васильчиков           | князь, генерал-майор                           | 31.12.1847—1849           |
| Іван Каменський               | генерал-майор                                  | 1849—28.02.1852           |
| Валеріан Муравйов             | статський радник                               | 28.02.1852—10.04.1853     |
| Микола Лангель                | генерал-лейтенант                              | 10.04.1853—1853           |
| Андрій Войцех                 | генерал-майор                                  | 12.07.1853—24.10.1857     |
| Іван Романус                  | генерал-лейтенант                              | 24.10.1857—08.07.1861     |
| Микола Рудзевич               | генерал-лейтенант                              | 11.07.1861—09.12.1866     |
| Володимир Доргобужинов        | чинний статський радник (таємний радник)       | 09.12.1866—17.03.1878     |
| Микола Андреєвський           | таємний радник                                 | 21.04.1878—24.05.1884     |
| Віктор Калачов                | чинний статський радник                        | 24.05.1884—23.01.1892     |
| Олександр Шидловський         | чинний статський радник                        | 20.01.1892—12.12.1897     |
| Іван Леонтьєв                 | у посаді єгермейстера, чинний статський радник | 12.12.1897—06.07.1902     |
| Леонід Князєв                 | чинний статський радник                        | 06.07.1902—08.10.1905     |
| Павло Саввич                  | генерал-майор                                  | 10.10.1905—27.10.1905     |
| Олександр Ватаци              | генерал-майор                                  | 27.10.1905—15.12.1906     |
| Олексій Веретенніков          | генерал-майор                                  | 15.12.1906—1910           |
| Петро Шиловський              | статський радник                               | 22.02.1910—31.12.1912     |
| Петро Стремоухов              | чинний статський радник                        | 31.12.1912—1915           |
| Олександр Мякінін             | чинний статський радник                        | 1915—1916                 |
| Іван Хозіков                  | чинний статський радник                        | 1916—03.03.1917           |

### Губернські предводителі дворянства
| Ім'я                  | Титул, чин, звання                             | Час перебування на посаді |
| --------------------- | ---------------------------------------------- | ------------------------- |
| Олександр Мошков      | генерал-майор                                  | 1780—1782                 |
| Олександр Семічев     | чинний статський радник                        | 1782—1787                 |
| Федір Кутузов         | князь, генерал-майор                           | 1787—1797                 |
| Афанасій Тухачевський | колезький асесор                               | 1797—1802                 |
| Григорій Нелідов      | генерал-майор                                  | 1802—1805                 |
| Дмитро Козловський    | князь, надвірний радник                        | 1805—1811                 |
| Олександр Протасьєв   | колезький радник                               | 1811—1815                 |
| Сергій Купреянов      | гвардії полковник                              | 08.10.1815—1818           |
| Сергій Татищев        | чинний статський радник, камергер              | 1818—1831                 |
| Сергій Купреянов      | чинний статський радник                        | 1831—1845                 |
| Григорій Головін      | капітан-лейтенант                              | 15.02.1845—1848           |
| Костянтин Бошняк      | майор                                          | 13.01.1848—1851           |
| Федір Чагін           | статський радник                               | 31.01.1851—16.02.1854     |
| Олександр Миронов     | чинний статський радник                        | 26.02.1854—23.12.1865     |
| Микола Карцев         | відставний гвардії ротмістр (статський радник) | 23.12.1865—31.12.1871     |
| Іван Васьков          | губернський секретар                           | 31.12.1871—17.01.1875     |
| Василь Шипов          | відставний гвардії штабс-капітан               | 31.01.1875—04.02.1878     |
| Дмитро Шипов          | чинний статський радник                        | 04.02.1878—06.04.1879     |
| Авдій Шипов           | колезький радник (таємний радник)              | 30.01.1881—14.01.1902     |
| Микола Нелідов        | чинний статський радник                        | 14.01.1902—31.01.1905     |
| Павло Шулєпніков      | титулярний радник                              | 31.01.1905—24.03.1908     |
| Михайло Зузін         | відставний генерал-майор                       | 24.03.1908—1914           |
| Сергій Бірюков        | чинний статський радник                        | 1914—1917                 |

### Віце-губернатори
| Ім'я                   | Титул, чин, звання                                                                             | Час перебування на посаді |
| ---------------------- | ---------------------------------------------------------------------------------------------- | ------------------------- |
| Олександр Скалой       | статський радник                                                                               | 1778—1780                 |
| Олександр Алаликін     | бригадир                                                                                       | 1780—1782                 |
| Андрій Лопухін         | чинний статський радник                                                                        | 1782—1789                 |
| Іван Страхов           | статський радник                                                                               | 1789—1792                 |
| Кирило Риндін          | колезький радник                                                                               | 1793—20.12.1796           |
| Краснокутський         | статський радник                                                                               | 23.03.1797—10.02.1800     |
| Іван Васьков           | чинний статський радник                                                                        | 10.02.1800—1813           |
| Дмитро Горчаков        | князь, колезький радник                                                                        | 1813—07.08.1815           |
| Степан Ушаков          | статський радник                                                                               | 07.08.1815—17.12.1819     |
| Іван Пейкер            | колезький радник                                                                               | 17.12.1819—15.02.1821     |
| Тимофій Фліт           | колезький радник                                                                               | 16.06.1821—1824           |
| Іван Пузанов           | статський радник                                                                               | 15.02.1824—05.11.1826     |
| Адам Вальтер           | колезький радник                                                                               | 05.11.1826—11.01.1830     |
| Борис Прутченко        | колезький радник                                                                               | 11.01.1830—11.04.1831     |
| Микола Юренєв          | чинний статський радник                                                                        | 08.05.1831—26.07.1835     |
| Ніктополіон Клементьєв | колезький радник                                                                               | 26.07.1835—01.02.1838     |
| Андрій Бороздін        | колезький радник                                                                               | 01.02.1838—11.12.1841     |
| Іван Крилов            | надвірний радник                                                                               | 11.12.1841—12.05.1847     |
| Микола Гайворонський   | надвірний радник                                                                               | 12.05.1847—16.10.1849     |
| Сергій Гагарін         | князь, надвірний радник                                                                        | 16.10.1849—10.12.1852     |
| Петро Брянчанінов      | надвірний радник (колезький радник)                                                            | 10.12.1852—24.10.1855     |
| Олександр Борзенко     | чинний статський радник                                                                        | 24.10.1855—10.05.1857     |
| Афіноген Виноградський | статський радник (чинний статський радник)                                                     | 10.05.1857—09.03.1862     |
| Петро Ісаєв            | надвірний радник (затверджений із зведенням у колезькі радники 18.10.1862), (статський радник) | 09.03.1862—23.06.1867     |
| Микола Арсеньєв        | колезький радник                                                                               | 07.07.1867—28.06.1868     |
| Олександр Свербеєв     | у званні камер-юнкера, колезький радник (чинний статський радник)                              | 28.06.1868—23.10.1878     |
| Євстигній Скалой       | статський радник                                                                               | 23.10.1878—18.03.1886     |
| Іван Хрущов            | колезький радник                                                                               | 18.03.1886—30.04.1887     |
| Оскар Меллер           | чинний статський радник                                                                        | 14.05.1887—02.02.1897     |
| Єгор Ізвеков           | чинний статський радник                                                                        | 08.02.1897—14.01.1908     |
| Олександр Оболенський  | князь, колезький радник                                                                        | 14.01.1908—23.08.1910     |
| Іван Хозіков           | статський радник                                                                               | 23.08.1910—1914           |
| Борис Борх             | граф, чинний статський радник                                                                  | 1914—1916                 |
| Леонід Ізгоєв          | титулярний радник                                                                              | 1916—1917                 |